# Gigantorhynchus ungriai
Gigantorhynchus ungriai es un gusano acantocéfalo, parásito del intestino de Tamandua tetradactyla (oso melero).

## Descripción
El cuerpo está constituida de una región anterior cilíndrica y sin signos de segmentación la cual mide de 2 a 2,6 mm de longitud, en esta región se localiza la zona del cuello la cual presenta ganchos, además y de una trompa retráctil armada 18 ganchos, posterior a esta región se localiza una zona segmentada en la cual cada segmento mide 2 mm. El aparato genital femenino está formado por un ovario-útero que se extiende por toda la longitud del cuerpo. El aparato genital masculino ocupa 1/4 de la longitud del cuerpo, siendo los testículos de forma elíptica, presenta 8 glándulas prostáticas de forma periforme.

## Distribución
Gigantorhynchus ungriai solo se le ha colectado en la localidad tipo e Guayo, estado Delta Amacuro, Venezuela.

### Hábitat
Gigantorhynchus ungriai es una especie parásita de Tamandua tetradactyla (oso. Melero).